# Camille Maalouf
Pour les articles homonymes, voir Maalouf.
Camille Maalouf (né en 1950) est un homme politique libanais.
Ophtalmologue diplômé de l'Université de Barcelone, il se présente pour la première fois aux élections législatives de Zahlé, en 1996, comme candidat indépendant. Il échoue, mais réalise un score honorable.
En 2005, il se fera élire député grec-orthodoxe de Zahlé sur la liste du Bloc populaire d'Elias Skaff et du Courant patriotique libre de Michel Aoun et rejoint l'opposition parlementaire, au sein du Bloc de la réforme et du changement.
Il perd son poste lors des élections législatives de 2009.